# Kościół św. Jerzego w Crécy-la-Chapelle
Kościół św. Jerzego w Crécy-la-Chapelle – osiemnastowieczny rzymskokatolicki kościół w Crécy-la-Chapelle.
Kościół w Crécy-la-Chapelle został wzniesiony na miejscu wcześniejszej katolickiej świątyni pod tym samym wezwaniem z inicjatywy księcia de Penthièvre, wnuka króla francuskiego Ludwika XIV i pani de Montespan. Arystokrata wziął udział w ceremonii położenia kamienia węgielnego 18 października 1779. Gotowy kościół został uroczyście poświęcony 2 października 1781 przez biskupa Meaux. Obiekt pełnił funkcje sakralne do 1794, kiedy został zaadaptowany na świątynię Rozumu i Istoty Najwyższej. Informująca o tym fakcie inskrypcja na fasadzie budynku przetrwała również po zwróceniu kościoła miejscowym katolikom, co nastąpiło na podstawie dekretu cesarza Napoleona I z 19 lutego 1806.
W 1852 do kościoła został wstawiony ołtarz boczny poświęcony Maryi Dziewicy, zaś w 1860 dokonano przebudowy wieży-dzwonnicy, zmieniając jej wykończenie. Między rokiem 1864 a 1886 wymieniono większość witraży w oknach świątyni i wstawiono do niej drugi dzwon. W 1884 na wieży zawieszony został zegar wygrywający kolejne godziny oraz kwadranse. Wreszcie w 1894 dokonana została przebudowa prezbiterium.
W 1940 kościół został uszkodzony na skutek wybuchu, jaki zniszczył pobliski most Dam'Gilles: zniszczone zostały dziewiętnastowieczne witraże. Nowe witraże, w większości mniej ozdobne niż poprzednie, zostały wykonane w latach 1941, 1957 i 1964 (5 witraży na chórze). Od 1972 w obiekcie prowadzone były prace konserwatorskie, w czasie których dokonano remontu elewacji oraz renowacji fresków we wnętrzu budynku. Kościół jest budowlą trójnawową, z wnętrzem wspartm na rzędzie masywnych filarów. Dzwonnica jest najstarszą częścią obiektu, gdyż pochodzi z wcześniejszego, trzynastowiecznego kościoła św. Jerzego, jednak część jej zewnętrznej dekoracji została wykonana już w wieku XVII.